# Клюев, Сергей Дмитриевич
Серге́й Дми́триевич Клю́ев (род. 13 мая 1998, Москва) — российский баскетболист, играющий на позиции центрового.

## Карьера
Клюев занимается баскетболом с 7 лет, является воспитанником специализированной детско-юношеской спортивной школы олимпийского резерва города Химки. Его первый тренер — Андрей Владимирович Лобарев.
В 2015 году присоединился к системе баскетбольного клуба «Химки». Выступая за молодёжную команду «Химки-2», стал чемпионом, серебрянымм и бронзовым призёром Единой молодёжной лиги ВТБ. В феврале 2019 года Сергей был признан самым ценным игроком игроком месяца Единой молодёжной лиги ВТБ.
С сезона 2016/2017 принимает участие в матчах Суперлиги-1 за фарм-клуб «Химки-Подмосковье». За 5 сезонов отыграл в турнире 101 игру.
Начиная с сезона 2020/2021 Клюев начал привлекаться к матчам основной команды. Он принял участие в 8 матчах Единая лиги ВТБ, набирая в среднем 1 очко и 1 подбор.
В июне 2021 года Сергей подписал контракт с МБА. В составе команды стал бронзовым призёром Кубка России
В декабре 2023 года Клюев перешёл в ЦСКА на правах аренды  до конца сезона 2023/2024. В составе команды Сергей стал чемпионом Единой лиги ВТБ и чемпионом России.
Сезон 2024/2025 Клюев начинал в «Динамо» (Владивосток), но в декабре 2024 года перешёл в «Темп-СУМЗ» с которым стал чемпионом Суперлиги.

## Сборная России
В декабре 2016 года Клюев был включён в окончательную заявку сборной России (до 18 лет) для участия в чемпионате Европы. 
В июле 2017 года вошёл в итоговую заявку юношескую сборную России (до 20 лет) для участия в чемпионате Европы в дивизионе В. Заняв 4 место, игрокам сборной не удалось выполнить задачу по возвращению команды в дивизион А: в матче за 3 место сборная России уступила Великобритании (65:81).
В июле 2018 года Сергей, в составе молодёжной сборной России (до 20 лет), принял участие в чемпионате Европы в дивизионе В. Заняв 4 место, игрокам сборной вновь не удалось выполнить задачу по возвращению команды в дивизион А: в матче за 3 место сборная России уступила Латвии (62:76).

## Достижения
- Чемпион Единой лиги ВТБ: 2023/2024
- Чемпион России: 2023/2024
- Чемпион Суперлиги: 2024/2025
- Бронзовый призёр Кубка России: 2022/2023
- Чемпион Единой молодёжной лиги ВТБ: 2018/2019
- Серебряный призёр Единой молодёжной лиги ВТБ: 2016/2017
- Бронзовый призёр Единой молодёжной лиги ВТБ (2): 2015/2016, 2017/2018